# Nekrolog 1833
Nekrolog
◄◄
| ◄
| 1829
| 1830
| 1831
| 1832
| 1833 | 1834 | 1835 | 1836 | 1837 | ► | ►►
Weitere Ereignisse | Allgemeiner Nekrolog 1833
Die Beschreibung der verstorbenen Person sollte so kurz wie möglich gehalten sein und nur deren signifikante Tätigkeit(en) enthalten.
Neue Namen ggf. auch unter dem Geburts- und Sterbedatum, also etwa unter 1. Januar und im Geburts- und Sterbejahr (2024) eintragen (nur bei entsprechender großer Wichtigkeit). Für Beispiele siehe die schon vorhandenen Artikel.
Außerdem über die fünf zuletzt Verstorbenen, zu denen es einen ausreichend guten Artikel für eine Präsentation auf der Hauptseite gibt, nach der todesbedingten Überarbeitung der Artikel ggf. auch unter Wikipedia Diskussion:Hauptseite informieren und sie am besten auch in den anderen Wikipedia-Sprachversionen eintragen. Tipp: Regelmäßig bei news.google.de nach „ist tot“, „gestorben“ oder „verstorben“ suchen.
Wenn eine Person gestorben ist, gibt es viele Seiten zu dieser Person in der Wikipedia, die davon auch betroffen sind und entsprechend aktualisiert werden müssen. Beispiele: Namenübersichtsseite, Geburtsjahr, Geburtsort-Seiten und viele mehr.
Wie finde ich die betroffenen Seiten?
Im Suchfeld auf der linken Seite gibt man den Suchbegriff so ein: „Vorname Nachname“. Dann klickt man auf Volltext und alle Seiten mit entsprechendem Suchtext werden aufgerufen. Hier sieht man dann schnell, wo auch das Todesjahr Sinn macht oder sogar ein Teil des Artikels angepasst werden muss. Auch hilft das „Werkzeug“ auf der linken Seite sehr gut, um solche Seiten aufzufinden: „Links auf diese Seite“. Somit ist die Wikipedia wieder aktuell in allen Bereichen! Hinweis: bei Eintragung der Kategorie „Gestorben JAHR“ wird der Missbrauchsfilter 49 ausgelöst, was jedoch nicht schlimm ist. Siehe: Spezial:Missbrauchsfilter/49
Dies ist eine Liste von im Jahr 1833 verstorbenen bekannten Persönlichkeiten. Die Einträge erfolgen innerhalb der einzelnen Daten alphabetisch sortiert. Tiere sind im Nekrolog für Tiere zu finden.

## Januar
| Tag        | Name                                          | Beruf, bekannt als                                                                                        | Alter | Beleg |
| ---------- | --------------------------------------------- | --- | ----- | ----- |
| 1. Januar  | José María Chacón                             | spanischer Konteradmiral, Gouverneur von Trinidad                                                         | 84    |       |
| 1. Januar  | Andrei Iwanowitsch Melenski                   | russischer Architekt                                                                                      |       |       |
| 2. Januar  | Wladimir Petrowitsch Mesenzew                 | russischer General                                                                                        |       |       |
| 3. Januar  | Tommaso Arezzo                                | italienischer Kardinal                                                                                    | 76    |       |
| 8. Januar  | Édouard Jean-Baptiste Milhaud                 | französischer General                                                                                     | 66    |       |
| 9. Januar  | Adrien-Marie Legendre                         | französischer Mathematiker                                                                                | 80    |       |
| 10. Januar | Daniel Blaisdell                              | US-amerikanischer Politiker                                                                               | 70    |       |
| 10. Januar | Joshua Brookes                                | britischer Biologe und Anatom                                                                             | 71    |       |
| 12. Januar | Marie-Antoine Carême                          | französischer Koch und Konditor                                                                           | 48    |       |
| 13. Januar | Rosa Dorothea Ritter                          | Maitresse des Landgrafen und späteren Kurfürsten Wilhelm IX./I. von Hessen-Kassel                         | 73    |       |
| 13. Januar | Gustav Anton von Wolffradt                    | deutscher Jurist, Beamter im Herzogtum Braunschweig-Wolfenbüttel, Staatsminister im Königreich Westphalen | 70    |       |
| 14. Januar | Gottlob Ernst Schulze                         | deutscher Philosoph und Hochschullehrer                                                                   | 71    |       |
| 14. Januar | Seraphim von Sarow                            | russischer Mönch und Mystiker                                                                             | 73    |       |
| 14. Januar | Bartolomeo Giuseppe Stoffella dalla Croce     | österreichischer Archäologe                                                                               | 33    |       |
| 15. Januar | Niklaus Friedrich von Mülinen                 | Schultheiss von Bern                                                                                      | 72    |       |
| 16. Januar | Carl Albrecht                                 | Benediktiner, Pfarrer der Pfarrei Liebfrauen in Koblenz                                                   | 86    |       |
| 16. Januar | Ludwig Lenz                                   | Landtagsabgeordneter Großherzogtum Hessen                                                                 | 68    |       |
| 16. Januar | Nannette Streicher                            | deutsch-österreichische Komponistin und Klavierbauerin                                                    | 64    |       |
| 17. Januar | Friedrich Koenig                              | deutscher Buchdrucker und Erfinder                                                                        | 58    |       |
| 17. Januar | William Rush                                  | US-amerikanischer klassizistischer Bildhauer                                                              | 76    |       |
| 18. Januar | Yanagawa Shigenobu                            | japanischer Ukiyo-e-Künstler                                                                              |       |       |
| 19. Januar | Friedrich Adrian von Arnstedt                 | Landrat des Kreises Grafschaft Hohenstein                                                                 | 62    |       |
| 19. Januar | Ferdinand Hérold                              | französischer Komponist                                                                                   | 41    |       |
| 20. Januar | Elisabeth Mara                                | deutsche Opernsängerin                                                                                    | 83    |       |
| 23. Januar | Andreas Wilhelm Cramer                        | deutscher Rechtslehrer und Bibliothekar                                                                   | 72    |       |
| 23. Januar | Edward Pellew, 1. Viscount Exmouth            | britischer Marineoffizier und Admiral                                                                     | 75    |       |
| 23. Januar | Johann Gottlieb Eduard von Stainlein          | bayerischer Graf und Diplomat                                                                             | 47    |       |
| 24. Januar | Theophilos III. von Alexandria                | griechisch-orthodoxer Patriarch von Alexandria                                                            |       |       |
| 27. Januar | Johann Eberhard Ernst Herwarth von Bittenfeld | preußischer Offizier, zuletzt Generalmajor                                                                | 79    |       |
| 28. Januar | Siegfried Joachim Meyer                       | Jurist, Bürgermeister von Greifswald                                                                      | 81    |       |
| 29. Januar | Janez Baptist Novak                           | slowenischer Komponist                                                                                    |       |       |
| 30. Januar | August Karl Bock                              | deutscher Anatom                                                                                          | 50    |       |
| 30. Januar | Augustin Dupré                                | französischer Medailleur                                                                                  | 84    |       |
| 30. Januar | Joachim Eugen Müller                          | Schweizer Topograph                                                                                       | 80    |       |
| 31. Januar | Franz Seconda                                 | deutscher Prinzipal einer reisenden Schauspielgesellschaft, Intendant und Schauspieler                    | 77    |       |
| Januar     | Enewold Christian Alsen                       | deutscher Jurist                                                                                          | 55    |       |
| Januar     | Banastre Tarleton                             | britischer Offizier und Politiker, Mitglied des House of Commons                                          |       |       |

## Februar
| Tag         | Name                                   | Beruf, bekannt als                                                                       | Alter | Beleg |
| ----------- | -------------------------------------- | ---------------------------------------------------------------------------------------- | ----- | ----- |
| 1. Februar  | Jean Henri Pareau                      | niederländischer Orientalist und reformierter Theologe                                   | 71    |       |
| 3. Februar  | Luigi Arduino                          | italienischer Landwirt und Hochschullehrer                                               |       |       |
| 3. Februar  | Henri François Delaborde               | französischer General                                                                    | 68    |       |
| 3. Februar  | Friedrich Henning Adolf von Rumohr     | schleswig-holsteinischer Verwaltungsjurist und Besitzer des Gutes Drült                  | 42    |       |
| 4. Februar  | Constantin Kirchhoff                   | Apotheker und Chemiker, Entdecker des Stärkezuckers                                      | 68    |       |
| 6. Februar  | Fausto Elhuyar                         | spanischer Chemiker                                                                      | 77    |       |
| 6. Februar  | Pierre André Latreille                 | französischer Entomologe                                                                 | 70    |       |
| 7. Februar  | Johann Ludwig Hartz                    | deutscher Kaufmann, Ratsherr und Stifter                                                 | 50    |       |
| 8. Februar  | Louis-François-Auguste de Rohan-Chabot | französischer Geistlicher, Erzbischof von Besançon und Kardinal                          | 44    |       |
| 13. Februar | Stanislaus Poniatowski                 | polnischer Generalleutnant und litauischer Großkämmerer                                  | 78    |       |
| 14. Februar | Matthias Conrad Peterson               | norwegischer Kaufmann und Journalist                                                     | 71    |       |
| 15. Februar | Vincent Oldenburg                      | deutscher Jurist, Oberaltensekretär und Senatssyndicus der Freien und Hansestadt Hamburg | 73    |       |
| 16. Februar | Friedrich August Nietzsche             | deutscher Rechtswissenschaftler                                                          | ~ 38  |       |
| 17. Februar | Samuel Fludyer, 2. Baronet             | englischer Parlamentarier                                                                | 73    |       |
| 18. Februar | Ernst Peter Johann Spangenberg         | deutscher Jurist                                                                         | 48    |       |
| 20. Februar | Matthias Langer                        | deutscher Schriftsteller und Fabrikant                                                   | 67    |       |
| 21. Februar | Josefa Amar y Borbón                   | spanische Übersetzerin und Autorin                                                       | 84    |       |
| 22. Februar | Johann Erich von Berger                | dänischer Philosoph                                                                      | 60    |       |
| 22. Februar | James Lent                             | US-amerikanischer Jurist und Politiker                                                   |       |       |
| 24. Februar | Christian Tarr                         | US-amerikanischer Politiker                                                              | 67    |       |
| 28. Februar | Wilhelm Urban                          | deutscher Schauspieler und Librettist                                                    |       |       |
| Februar     | Ignác Ruzitska                         | ungarischer Komponist                                                                    | 55    |       |

## März
| Tag      | Name                                 | Beruf, bekannt als                                                                                          | Alter | Beleg |
| -------- | ------------------------------------ | --- | ----- | ----- |
| 1. März  | Maurice Mathieu                      | französischer Divisionsgeneral der Infanterie                                                               | 65    |       |
| 2. März  | Anthony New                          | US-amerikanischer Politiker                                                                                 |       |       |
| 3. März  | Heinrich Werner                      | deutscher Komponist                                                                                         | 32    |       |
| 4. März  | Charles Dominique Joseph Bouligny    | US-amerikanischer Politiker (Demokratisch-Republikanische Partei)                                           | 59    |       |
| 5. März  | Carl Ludwig Giesecke                 | deutscher Tänzer, Schauspieler, Dramatiker, Jurist und Mineraloge                                           | 71    |       |
| 6. März  | John William Ward, 1. Earl of Dudley | britischer Adliger und Politiker, Mitglied des House of Commons                                             | 51    |       |
| 7. März  | Heinrich XLVII. Reuß zu Köstritz     | preußischer Regierungspräsident                                                                             | 77    |       |
| 7. März  | Rahel Varnhagen von Ense             | deutsche Schriftstellerin                                                                                   | 61    |       |
| 8. März  | Johann Leonhard Fischer              | deutscher Chirurg, Anatom und Hochschullehrer                                                               | 72    |       |
| 8. März  | Georg Michael Wittmann               | Weihbischof im Bistum Regensburg                                                                            | 73    |       |
| 9. März  | Jens Booysen                         | deutscher Kapitän, Landesbevollmächtigter und Chronist von Sylt                                             | 67    |       |
| 9. März  | Johann Friedrich Dietrich            | königlich-sächsischer Kommissionsrat, Amtmann und Schriftsteller                                            | 79    |       |
| 9. März  | Jacques Français                     | französischer Mathematiker                                                                                  | 57    |       |
| 10. März | Johann Georg Heyse                   | deutscher Verleger und Buchhändler                                                                          |       |       |
| 10. März | Adam Hildwein                        | österreichischer Baumeister                                                                                 |       |       |
| 11. März | Christen Elster                      | norwegischer Politiker und Beamter                                                                          | 69    |       |
| 11. März | Georg Herber                         | nassauischer Politiker                                                                                      | 70    |       |
| 11. März | Carl Otto von Löwenstern             | deutsch-baltischer Landrat in russischen Diensten                                                           | 77    |       |
| 11. März | Franz Passow                         | deutscher Klassischer Philologe                                                                             | 46    |       |
| 11. März | Franz von Riesch                     | deutscher Bühnenschriftsteller                                                                              | 40    |       |
| 14. März | Johann Friedrich Jakob von Kemphen   | preußischer Generalleutnant, Kommandant von Stralsund                                                       | 68    |       |
| 15. März | Robert Gradwell                      | englischer katholischer Geistlicher, Titularbischof und Koadjutor des Apostolischen Vikars von London       | 56    |       |
| 15. März | Kurt Sprengel                        | deutscher Botaniker und Mediziner                                                                           | 66    |       |
| 16. März | Henry Hosford Gurley                 | US-amerikanischer Politiker                                                                                 | 44    |       |
| 17. März | Johann Martin Gräf                   | deutscher katholischer Theologe                                                                             | 82    |       |
| 17. März | Karl Wilhelm von Niesemeuschel       | königlich preußischer Generalmajor und zuletzt Kommandeur des 1. schlesischen Landwehr-Infanterie-Regiments | 76    |       |
| 19. März | Josef Vlastimil Kamarýt              | tschechischer katholischer Nationaldichter                                                                  | 36    |       |
| 19. März | Friederike Mannel                    | Quelle für Volkslieder und Volksmärchen                                                                     | 49    |       |
| 19. März | Ernst von Westhoven                  | deutscher Politiker                                                                                         | 37    |       |
| 20. März | Georg Hubmer                         | österreichischer Forstwirt und Holzhändler                                                                  | 77    |       |
| 22. März | Michael Beer                         | deutscher Dramatiker                                                                                        | 32    |       |
| 24. März | Christiane Henriette Beck            | deutsche Theaterschauspielerin                                                                              |       |       |
| 25. März | Nathaniel Hancock                    | US-amerikanischer Porträtminiaturmaler                                                                      |       |       |
| 25. März | Alois Klar                           | böhmischer Philologe, Mitbegründer der Prager Blinden-Erziehungs-Anstalt                                    | 69    |       |
| 27. März | Anton Gapp                           | französischer katholischer Priester des Bistums Metz                                                        | 67    |       |
| 28. März | Alois Josef Krakovský von Kolowrat   | Weihbischof und Generalvikar in Olmütz, Bischof von Königgrätz; Erzbischof von Prag                         | 74    |       |
| 28. März | William Thompson                     | irischer Philosoph, Schriftsteller und Sozialreformer                                                       |       |       |
| 30. März | Jost Becker                          | deutscher Politiker                                                                                         | 66    |       |
| 31. März | Friederike Schirmer                  | deutsche Theaterschauspielerin                                                                              |       |       |

## April
| Tag       | Name                                      | Beruf, bekannt als                                                                    | Alter | Beleg |
| --------- | ----------------------------------------- | ------------------------------------------------------------------------------------- | ----- | ----- |
| 2. April  | Joachim Friedrich Zoch                    | deutscher Jurist und Bürgermeister von Rostock                                        | 82    |       |
| 3. April  | Hans Jakob von Auerswald                  | preußischer Oberpräsident für Ostpreußen, Litauen und Westpreußen                     | 75    |       |
| 3. April  | Joseph Anton von Waldburg-Wolfegg-Waldsee | deutscher Adliger                                                                     |       |       |
| 4. April  | Ferdinand Thierry                         | deutscher Architekt und Baumeister des Klassizismus, badischer Baubeamter             |       |       |
| 5. April  | Henriette Frölich                         | deutsche Schriftstellerin                                                             | 64    |       |
| 6. April  | Georg Hoppe                               | deutscher Oberst                                                                      | 49    |       |
| 6. April  | Adamantios Korais                         | griechisch-französischer Gelehrter und Schriftsteller                                 | 84    |       |
| 6. April  | Karl Martin Plümicke                      | deutscher Bühnenautor                                                                 | 84    |       |
| 7. April  | Peter Friedrich Kanngießer                | deutscher Historiker, Dichter und Hochschullehrer                                     | 58    |       |
| 7. April  | Karl Christian Kehrer                     | deutscher Maler                                                                       | 77    |       |
| 7. April  | Anton Radziwiłł                           | polnischer und preußischer Politiker, Großgrundbesitzer und Komponist                 | 57    |       |
| 8. April  | Georg Christian Benedikt Ackermann        | deutscher Theologe, Pädagoge, Pastor und Hofprediger                                  | 70    |       |
| 8. April  | Johann David Busch                        | deutscher Mediziner, Pharmakologe, Veterinär und Hochschullehrer                      | 77    |       |
| 8. April  | Thomas Leverett                           | US-amerikanischer Politiker                                                           | 67    |       |
| 8. April  | Raffaello Morghen                         | italienischer Kupferstecher und Radierer                                              | 74    |       |
| 8. April  | Friedrich Schnurrer                       | deutscher Mediziner und Epidemiologe, Leibarzt Herzog Wilhelms von Nassau in Biebrich | 48    |       |
| 9. April  | Leberecht Immanuel Döring                 | deutscher Philologe und Theologe                                                      | 46    |       |
| 13. April | Elisa von der Recke                       | deutsche Dichterin und Schriftstellerin                                               | 78    |       |
| 14. April | Adolph Hinrich Voeg                       | deutscher Advokat und Bürgermeister der Hansestadt Lübeck                             | 66    |       |
| 16. April | Christian Dahlem                          | fränkischer Landwirt und Politiker                                                    |       |       |
| 16. April | Jakob Josef von Haus                      | deutscher Jurist und Hochschullehrer                                                  | 84    |       |
| 17. April | Anton Friedrich Karl von Ryssel           | königlich sächsischer Generalmajor, später preußischer Generalleutnant                | 59    |       |
| 19. April | James Gambier, 1. Baron Gambier           | britischer Flottenadmiral                                                             | 76    |       |
| 19. April | Hieronymus Sillem                         | niederländischer Kaufmann                                                             | 64    |       |
| 20. April | Johann Giner der Ältere                   | österreichischer Bildhauer und Krippenschnitzer                                       | 76    |       |
| 21. April | Martin Miller                             | österreichischer Stahlwarenfabrikant                                                  | 63    |       |
| 21. April | Clemens August von Syberg                 | deutscher Adliger, preußischer Landrat                                                | 78    |       |
| 22. April | Richard Trevithick                        | britischer Erfinder, Ingenieur und Maschinenbauer                                     | 62    |       |
| 23. April | Levi Barber                               | US-amerikanischer Politiker                                                           | 55    |       |
| 23. April | Johann Stephan Gottfried Büsching         | preußischer Verwaltungsbeamter und langjähriger Oberbürgermeister von Berlin          | 72    |       |
| 23. April | Nikolaus Müller                           | Königlich Bayerischer Badinspektor am Ludwigsbad in Wipfeld                           | 74    |       |
| 23. April | Johann Friedrich Wurm                     | deutscher Astronom                                                                    | 73    |       |
| 24. April | Friedrich Wilhelm Spehr                   | deutscher Mathematiker und Geodät                                                     | 33    |       |
| 25. April | Karl Gottlieb Plato                       | deutscher Pädagoge                                                                    | 76    |       |
| 27. April | Emmerich Joseph von Dalberg               | badischer Diplomat und französischer Politiker                                        | 59    |       |
| 27. April | Samuel B. Sherwood                        | US-amerikanischer Politiker                                                           | 65    |       |
| 28. April | Friedrich Hiltrop                         | preußischer Verwaltungsbeamter und Landrat                                            | 72    |       |
| 29. April | William Babington                         | britischer Mediziner und Mineraloge                                                   | 76    |       |
| 29. April | William von Danckelmann                   | preußischer Landrat                                                                   | 55    |       |
| 29. April | Johann Jakob Lips                         | Schweizer Kupferstecher                                                               | 42    |       |
| 29. April | Johann Heinrich Milz                      | Weihbischof in Trier                                                                  | 69    |       |
| 30. April | Pierre Bernard Francois Hériot            | französischer Unternehmer und Verleger                                                | 64    |       |
| April     | Tahnun bin Schachbut                      | Scheich von Abu Dhabi                                                                 |       |       |

## Mai
| Tag     | Name                                   | Beruf, bekannt als                                                           | Alter | Beleg |
| ------- | -------------------------------------- | ---------------------------------------------------------------------------- | ----- | ----- |
| 3. Mai  | Johann Michael Hermann Harras          | deutscher Theologe                                                           | 71    |       |
| 5. Mai  | Ernst Carl Constantin von Schardt      | deutscher Beamter und Illuminat                                              | 89    |       |
| 7. Mai  | Watkin Tench                           | britischer Marineoffizier und Autor                                          | 74    |       |
| 9. Mai  | Johann Maximilian von Streit           | Offizier und Freimaurer                                                      |       |       |
| 9. Mai  | Dominik von Vivenot                    | österreichischer Arzt                                                        | 68    |       |
| 10. Mai | Friedrich Adolf Ahlert                 | deutscher Architekt                                                          |       |       |
| 10. Mai | François Andrieux                      | französischer Dichter und Gelehrter                                          | 74    |       |
| 12. Mai | Philippe Augustin Hennequin            | französischer Maler                                                          | 70    |       |
| 13. Mai | James Breckinridge                     | US-amerikanischer Politiker                                                  | 70    |       |
| 13. Mai | Johann Georg von Soldner               | deutscher Physiker, Mathematiker und Astronom                                | 56    |       |
| 14. Mai | Johann Wilhelm Cornelius von Königslöw | deutscher Organist und Komponist                                             | 88    |       |
| 15. Mai | Edmund Kean                            | englischer Schauspieler                                                      | 45    |       |
| 16. Mai | Johann Ludwig von Hompesch             | deutscher Rittergutsbesitzer und Politiker                                   | 73    |       |
| 17. Mai | Christian Ludwig Lenz                  | deutscher Klassischer Philologe                                              | 72    |       |
| 18. Mai | Jekaterina Kosizkaja                   | russische Unternehmerin                                                      | 86    |       |
| 19. Mai | Josiah S. Johnston                     | US-amerikanischer Politiker                                                  | 48    |       |
| 20. Mai | Johann Konrad Geissel                  | Landtagsabgeordneter Großherzogtum Hessen                                    | 56    |       |
| 22. Mai | Joseph Vitus Burg                      | Bischof von Mainz                                                            | 64    |       |
| 22. Mai | Johann Karl Fischer                    | deutscher Mathematiker und Physiker                                          | 72    |       |
| 22. Mai | Karl August Christian zu Mecklenburg   | Herzog zu Mecklenburg, russischer General                                    | 50    |       |
| 22. Mai | Ludwig Muff                            | württembergischer Oberamtmann                                                | 57    |       |
| 23. Mai | Friedrich Wilhelm Heinrich von Roeder  | deutscher Landrat                                                            | 58    |       |
| 23. Mai | Richard Skinner                        | US-amerikanischer Politiker und Jurist                                       | 54    |       |
| 23. Mai | Friedrich Christoph Wäterling          | deutscher Archivar                                                           | 89    |       |
| 24. Mai | John Randolph of Roanoke               | US-amerikanischer Politiker                                                  | 59    |       |
| 25. Mai | Andreas Streicher                      | deutsch-österreichischer Klavierfabrikant und Komponist                      | 71    |       |
| 26. Mai | Alexis Le Veneur de Tillières          | französischer Divisionsgeneral und Politiker                                 | 86    |       |
| 28. Mai | Friedrich Haeffner                     | schwedischer Komponist deutscher Abstammung                                  | 74    |       |
| 29. Mai | Paul Johann Anselm von Feuerbach       | deutscher Rechtsgelehrter, Begründer der modernen deutschen Strafrechtslehre | 57    |       |
| 29. Mai | Joseph Jordans                         | erster preußischer Landrat des Kreises Rheinbach                             | 62    |       |
| 29. Mai | William Marshall                       | schottischer Komponist                                                       | 84    |       |
| 30. Mai | William Cahoon                         | US-amerikanischer Politiker                                                  | 59    |       |
| 30. Mai | Josef Slavík                           | tschechischer Violinist und Komponist                                        | 27    |       |
| 31. Mai | John Malcolm                           | britischer Botschafter                                                       | 64    |       |

## Juni
| Tag      | Name                                       | Beruf, bekannt als                                                                       | Alter | Beleg |
| -------- | ------------------------------------------ | ---------------------------------------------------------------------------------------- | ----- | ----- |
| 1. Juni  | Oliver Wolcott junior                      | US-amerikanischer Politiker                                                              | 73    |       |
| 2. Juni  | Friedrich Lose                             | deutscher Landschaftsmaler, Zeichner, Kupferstecher und Lithograf                        | 56    |       |
| 2. Juni  | Anne-Jean-Marie-René Savary, duc de Rovigo | französischer General, Herzog von Rovigo                                                 | 59    |       |
| 6. Juni  | Alexander Buckner                          | US-amerikanischer Politiker                                                              |       |       |
| 7. Juni  | Carl Philipp von Schatte                   | herzoglich bergischer Amtmann                                                            | 87    |       |
| 9. Juni  | Franz Christoph Braun                      | Pfarrer in Oppenheim und Landtagsabgeordneter Großherzogtum Hessen                       | 66    |       |
| 9. Juni  | Matthias Waldhör                           | deutscher Komponist, Musikpädagoge, Organist                                             | 37    |       |
| 11. Juni | August Friedrich Wilhelm Crome             | deutscher Volkswirtschaftler, Professor für Kameralistik in Gießen                       | 79    |       |
| 11. Juni | Johann Jakob Ignaz Sendtner                | deutscher Redakteur, Herausgeber, Schriftsteller, Librettist, Bibliothekar und Philologe | 48    |       |
| 12. Juni | Abram M. Scott                             | US-amerikanischer Politiker                                                              |       |       |
| 13. Juni | Jakub Kubicki                              | polnischer Architekt                                                                     |       |       |
| 15. Juni | Charlotte Grimm                            | Schwester der Brüder Grimm                                                               | 40    |       |
| 17. Juni | Adolph Christian Siemssen                  | deutscher Naturforscher                                                                  | 65    |       |
| 18. Juni | Franz Xaver von Dallwigk                   | bayerischer Generalmajor                                                                 | 59    |       |
| 18. Juni | Johann Christian Ziegler                   | deutscher Maler                                                                          | 30    |       |
| 19. Juni | Francesc Juncà i Querol                    | katalanischer katholischer Priester, Kapellmeister und Komponisto                        | 90    |       |
| 19. Juni | Jacopo Ruffini                             | italienischer Freiheitskämpfer während des Risorgimento                                  | 27    |       |
| 20. Juni | Nicholas Fish                              | amerikanischer Rechtsanwalt, Offizier und Politiker                                      | 74    |       |
| 22. Juni | John Russ                                  | US-amerikanischer Politiker                                                              | 65    |       |
| 23. Juni | Nikolaus Zmeskall                          | österreichisch-ungarischer Beamter und Komponist                                         | 73    |       |
| 25. Juni | Joseph Gottwald                            | deutscher Musiklehrer und Organist                                                       | 78    |       |
| 25. Juni | Johann Georg Gruol                         | deutscher Orgelbauer                                                                     |       |       |
| 27. Juni | Franz Ludwig von Hornthal                  | deutscher Jurist und Politiker; Bürgermeister und Ehrenbürger von Bamberg                | 70    |       |
| 28. Juni | Franz Mattausch                            | deutscher Schauspieler                                                                   |       |       |
| 30. Juni | Daniel Fischer                             | österreichischer Stahlwarenfabrikant                                                     | 59    |       |
| 30. Juni | Johann Georg Mußmann                       | deutscher Philosoph, Theologe und Hochschullehrer                                        | 38    |       |

## Juli
| Tag      | Name                                        | Beruf, bekannt als                                                                                     | Alter | Beleg |
| -------- | ------------------------------------------- | --- | ----- | ----- |
| 2. Juli  | Aoki Mokubei                                | japanischer Töpfer und Maler                                                                           |       |       |
| 2. Juli  | Karl Georg von Raumer                       | preußischer Legationsrat und Direktor des Geheimen Staatsarchivs                                       | 79    |       |
| 3. Juli  | Ferdinand von Schleich                      | deutscher Verwaltungsjurist                                                                            | 66    |       |
| 4. Juli  | Georg Julius von Schlechtendahl             | deutscher Verwaltungsbeamter                                                                           | 63    |       |
| 4. Juli  | Alexander Friedrich Karl von Württemberg    | russischer Adliger, Politiker und General                                                              | 62    |       |
| 5. Juli  | Franz Paul Grua                             | deutscher Komponist und Violinist                                                                      | 80    |       |
| 5. Juli  | Joseph Nicéphore Niépce                     | französischer Miterfinder der Fotografie                                                               | 68    |       |
| 7. Juli  | John R. Coffee                              | US-amerikanischer General, Landvermesser und Pflanzer                                                  | 61    |       |
| 8. Juli  | Christian Bethmann                          | deutscher Orgelbauer                                                                                   | 49    |       |
| 11. Juli | Yagan                                       | Noongar-Krieger                                                                                        |       |       |
| 12. Juli | Samuel Sterett                              | US-amerikanischer Politiker                                                                            |       |       |
| 14. Juli | Jean Gaudin                                 | Schweizer Pfarrer und Naturforscher                                                                    | 67    |       |
| 14. Juli | Charles Telfair                             | irisch-mauritischer Botaniker und Arzt                                                                 |       |       |
| 15. Juli | Hipólito Unanue                             | peruanischer Naturwissenschaftler, Arzt und Politiker                                                  | 77    |       |
| 16. Juli | Petronella Cornelia van Alphen              | niederländische Dichterin                                                                              |       |       |
| 16. Juli | Pierre Narcisse Guérin                      | französischer Maler und Lithograf                                                                      | 59    |       |
| 19. Juli | George Leveson-Gower, 1. Duke of Sutherland | britischer Adliger, Politiker und Diplomat                                                             | 75    |       |
| 20. Juli | Ninian Edwards                              | US-amerikanischer Politiker                                                                            | 58    |       |
| 22. Juli | Joseph Forlenze                             | italienisch-französischer Augenarzt und Chirurg                                                        | 76    |       |
| 22. Juli | Jesse Wharton                               | US-amerikanischer Politiker                                                                            | 50    |       |
| 24. Juli | Anastasio Mártir Aquino San Carlos          | Verteidigungsminister in El Salvador                                                                   | 41    |       |
| 24. Juli | Lorenzo Girolamo Mattei                     | italienischer Kardinal der Römischen Kirche                                                            | 85    |       |
| 25. Juli | Franz Joseph Stalder                        | Schweizer katholischer Geistlicher und Dialektologe                                                    | 75    |       |
| 26. Juli | Bartholomäa Maria Capitanio                 | italienische Ordensfrau und Ordensgründerin                                                            | 26    |       |
| 26. Juli | Anton Josef Dräger                          | deutscher Maler                                                                                        | 38    |       |
| 26. Juli | Ludwig Conrad Leopold Wibel                 | oldenburgischer Regierungsbeamter und Regierungspräsident                                              | 65    |       |
| 27. Juli | William Bainbridge                          | US-amerikanischer Kommodore der US Navy                                                                | 59    |       |
| 27. Juli | Barnabas Bidwell                            | US-amerikanischer Politiker                                                                            | 69    |       |
| 27. Juli | Johann Caspar Rumpe                         | deutscher Unternehmer und Bürgermeister                                                                | 85    |       |
| 29. Juli | Friedrich Wilhelm Josias Jacobs             | deutscher Arzt und Schriftsteller                                                                      | 40    |       |
| 29. Juli | Johannes van Voorst                         | niederländischer reformierter Theologe, Kirchenhistoriker und Bibliothekar                             | 76    |       |
| 29. Juli | William Wilberforce                         | britischer Parlamentarier, Mitglied des House of Commons und Anführer im Kampf gegen den Sklavenhandel | 73    |       |
| 31. Juli | Isaac Veatch                                | US-amerikanischer Politiker                                                                            | 47    |       |
| Juli     | Jean-Pierre Aumer                           | französischer Tänzer und Choreograph                                                                   | 59    |       |

## August
| Tag        | Name                                | Beruf, bekannt als                                                                     | Alter | Beleg |
| ---------- | ----------------------------------- | -------------------------------------------------------------------------------------- | ----- | ----- |
| 1. August  | Francisco Eduardo Tresguerras       | mexikanischer Architekt, Maler, Bildhauer und Dichter                                  | 73    |       |
| 1. August  | Michael Weber                       | deutscher lutherischer Theologe                                                        | 78    |       |
| 3. August  | Heinrich Hug                        | erster Ehrenbürger des Kantons Basel-Landschaft                                        | 29    |       |
| 4. August  | Karl Marcell Heigelin               | deutscher Architekt und Architekturtheoretiker                                         | 35    |       |
| 4. August  | Thomas Storm                        | US-amerikanischer Politiker                                                            |       |       |
| 6. August  | Johannes Rauss                      | deutsch-mexikanischer Gutsbesitzer und Unternehmer                                     | 54    |       |
| 7. August  | James Stephenson                    | US-amerikanischer Politiker                                                            | 69    |       |
| 8. August  | Martin Ludwig von Jordan            | preußischer Landrat                                                                    | 70    |       |
| 8. August  | François Ignace Schaal              | französischer General der Révolution und des Premier Empire                            | 85    |       |
| 10. August | Jacob August Schetelig              | deutscher Mediziner und Politiker                                                      |       |       |
| 14. August | Luigi Cagnola                       | italienischer Architekt                                                                | 71    |       |
| 14. August | Placidus a Spescha                  | Schweizer Benediktinerpater, Kartograph, Geograph, Alpinist, Natur- und Sprachforscher | 80    |       |
| 18. August | Karl Schall                         | deutscher Lustspieldichter und Journalist                                              | 53    |       |
| 21. August | Johann-Markus Oestreich             | deutscher Orgelbauer                                                                   | 95    |       |
| 21. August | Christiane Karoline Schlegel        | deutsche Schriftstellerin                                                              | 93    |       |
| 23. August | Lucas Suringar                      | niederländischer reformierter Theologe                                                 | 62    |       |
| 24. August | Egbert Benson                       | US-amerikanischer Jurist und Politiker                                                 | 87    |       |
| 24. August | Adrian Hardy Haworth                | englischer Botaniker                                                                   | 65    |       |
| 25. August | Franz Wilhelm Jung                  | deutscher Lyriker, Übersetzer und Publizist                                            | 75    |       |
| 25. August | Johann Christian Ludwig von Schmidt | preußischer Generalmajor und zuletzt Kommandeur des 6. Ulanen-Regiments                | 64    |       |
| 27. August | Matthias Klaus                      | österreichischer Politiker, Bürgermeister von St. Pölten                               | 75    |       |
| 29. August | Christian Adolf von Seckendorff     | dramatischer Dichter und kameralistischer Schriftsteller                               | 65    |       |
| 31. August | Aylett Hawes                        | US-amerikanischer Politiker                                                            | 65    |       |
| 31. August | Gottlieb Jakob Planck               | evangelischer Theologe und Kirchenhistoriker                                           | 81    |       |
| 31. August | Johann Heinrich Rothpletz           | Schweizer Politiker                                                                    | 66    |       |

## September
| Tag           | Name                              | Beruf, bekannt als                                                           | Alter | Beleg |
| ------------- | --------------------------------- | ---------------------------------------------------------------------------- | ----- | ----- |
| 2. September  | Ludwig von Starhemberg            | österreichischer Adliger und Diplomat                                        | 71    |       |
| 5. September  | Maria Salomea Schweppenhäuser     | Schwiegermutter von Prinz Alexander von Hessen-Darmstadt                     | 77    |       |
| 10. September | Juan José Paso                    | argentinischer Politiker                                                     | 75    |       |
| 10. September | István Szijjártó                  | slowenischer evangelischer Lehrer und Dichter in Ungarn                      |       |       |
| 12. September | Thomas Allan                      | schottischer Mineraloge                                                      | 56    |       |
| 14. September | Merlin de Thionville              | französischer Revolutionär                                                   | 71    |       |
| 15. September | Friedrich Johann Jakob Bartruff   | deutscher Militärkartograph und Offizier                                     | 78    |       |
| 15. September | Giovanni Caccia-Piatti            | italienischer Kurienkardinal                                                 | 82    |       |
| 15. September | William M. Goodrich               | US-amerikanischer Orgelbauer                                                 | 56    |       |
| 18. September | Leonhard Usteri                   | Schweizer evangelischer Theologe                                             | 33    |       |
| 19. September | Mary Jemison                      | amerikanische Siedlerin, die als Jugendliche von den Seneca adoptiert wurde  |       |       |
| 19. September | Wilhelm Mila                      | preußischer Prediger, Justizrat, Lehrer und Historiker                       | 69    |       |
| 22. September | Isaac Pierson                     | US-amerikanischer Politiker                                                  | 63    |       |
| 22. September | Marcus Wallenberg                 | schwedischer Bischof und Übersetzer                                          | 59    |       |
| 24. September | John Wilson Campbell              | US-amerikanischer Jurist und Politiker (Demokratisch-Republikanische Partei) | 51    |       |
| 25. September | Wilhelm Henß                      | deutscher Landrat                                                            | 59    |       |
| 26. September | August Maria Raimund zu Arenberg  | Offizier und Politiker                                                       | 80    |       |
| 27. September | Louis-Sébastien Grundler          | französischer Ebenist und Generalleutnant                                    | 59    |       |
| 27. September | Ram Mohan Roy                     | Reformer des Hinduismus, Begründer Brahmo Samaj                              | 61    |       |
| 28. September | Karl von Schütz                   | preußischer Generalmajor und Inspekteur des Festungen                        | 49    |       |
| 28. September | Friedrich Huldreich Carl Siegmann | sächsischer Jurist und Bürgermeister von Leipzig                             | 73    |       |
| 29. September | Ferdinand VII.                    | König von Spanien (1814–1833)                                                | 48    |       |

## Oktober
| Tag         | Name                                           | Beruf, bekannt als                                                                    | Alter | Beleg |
| ----------- | ---------------------------------------------- | ------------------------------------------------------------------------------------- | ----- | ----- |
| 1. Oktober  | William Donnison Ford                          | US-amerikanischer Politiker                                                           | 53    |       |
| 1. Oktober  | Sophie Tieck                                   | deutsche Dichterin                                                                    | 58    |       |
| 1. Oktober  | Luísa Todi                                     | portugiesische Opernsängerin                                                          | 80    |       |
| 2. Oktober  | Benjamin Gottlieb Rösler                       | deutscher Theologe, Komponist und Organist                                            | 64    |       |
| 3. Oktober  | Antonio Isopi                                  | italienisch-deutscher Bildhauer                                                       | 75    |       |
| 4. Oktober  | Maria Jane Jewsbury                            | britische Schriftstellerin und Dichterin                                              | 32    |       |
| 6. Oktober  | William Brown                                  | US-amerikanischer Politiker                                                           | 54    |       |
| 6. Oktober  | Johann Peter Stahlschmidt                      | deutscher Uhrmacher                                                                   | 82    |       |
| 7. Oktober  | Heinrich Friedrich Pfannkuche                  | deutscher evangelischer Theologe                                                      | 66    |       |
| 9. Oktober  | George O. Belden                               | US-amerikanischer Jurist und Politiker                                                | 36    |       |
| 10. Oktober | François de Chasseloup-Laubat                  | französischer General, Festungsbauer und Ingenieur                                    | 79    |       |
| 10. Oktober | Solomon Levey                                  | australischer Siedler und einer der ersten Landeigentümer in Western Australia        |       |       |
| 11. Oktober | Ernst Fries                                    | deutscher Landschaftsmaler                                                            | 32    |       |
| 11. Oktober | Johann Heinrich Kipp                           | deutscher Jurist und Bürgermeister der Hansestadt Lübeck                              | 62    |       |
| 14. Oktober | Elkan Henle                                    | deutscher Kaufmann                                                                    | 71    |       |
| 14. Oktober | Vincenz August Wagner                          | österreichischer Jurist und Hochschullehrer                                           | 43    |       |
| 15. Oktober | Victor Henri Joseph Brahain Ducange            | französischer Dichter und Romanschriftsteller                                         | 49    |       |
| 15. Oktober | Michał Kleofas Ogiński                         | polnischer Komponist und Diplomat                                                     | 68    |       |
| 16. Oktober | Ildefons von Arx                               | Schweizer Mönch und Historiker                                                        | 78    |       |
| 16. Oktober | Friedrich Bährens                              | deutscher Hofrat, Arzt, Pfarrer, Naturforscher und Universalgelehrter                 | 68    |       |
| 16. Oktober | Andrei Timofejewitsch Bolotow                  | russischer Agrarwissenschaftler                                                       | 94    |       |
| 16. Oktober | Meno Haas                                      | deutscher Kupferstecher                                                               | 81    |       |
| 16. Oktober | Friedrich Karsten                              | deutscher Jurist                                                                      | 38    |       |
| 19. Oktober | Raphael Neale                                  | US-amerikanischer Politiker                                                           |       |       |
| 20. Oktober | Heinrich Ludwig von Brühl                      | kursächsischer Kammerrat des Stifts Merseburg und deutscher Rittergutsbesitzer        | 64    |       |
| 21. Oktober | Johann Oestreich                               | deutscher Unternehmer und Förderer des Schulwesens                                    | 83    |       |
| 22. Oktober | Sigismund Friedrich Hermbstädt                 | Apotheker, Chemiker, technischer Schriftsteller, Technologe und "Unternehmensberater" | 73    |       |
| 22. Oktober | Johannes Loew                                  | bayerischer Jurist und Staatsbeamter                                                  | 62    |       |
| 23. Oktober | Karl Rudolf von Buol-Schauenstein              | Bischof von Chur                                                                      | 73    |       |
| 23. Oktober | John Whitelocke                                | britischer Offizier                                                                   |       |       |
| 25. Oktober | Abbas Mirza                                    | persischer Prinz                                                                      | 44    |       |
| 25. Oktober | Daniel Rose                                    | US-amerikanischer Politiker                                                           | 61    |       |
| 26. Oktober | Jakob Brand                                    | deutscher römisch-katholischer Theologe, Bischof von Limburg                          | 57    |       |
| 26. Oktober | Hermann Hesslingh                              | deutscher Jurist                                                                      | 83    |       |
| 26. Oktober | Friedrich Anton Ulrich Carl Leopold von Kleist | preußischer Offizier, zuletzt königlich preußischer Generalmajor                      | 68    |       |
| 27. Oktober | Ferdinand Fränzl                               | deutscher Geiger, Komponist und Musikdirektor                                         | 66    |       |
| 31. Oktober | Johann Friedrich Meckel der Jüngere            | deutscher Anatom und Begründer der Teratologie                                        | 52    |       |

## November
| Tag          | Name                                     | Beruf, bekannt als                                                                | Alter | Beleg |
| ------------ | ---------------------------------------- | --------------------------------------------------------------------------------- | ----- | ----- |
| 4. November  | Bernhard Olivier Frank                   | deutscher lutherischer Geistlicher und Heimatforscher                             | 75    |       |
| 4. November  | Alois Gonzaga von Liechtenstein          | kaiserlich-österreichischer Feldzeugmeister                                       | 53    |       |
| 4. November  | John McCreary                            | US-amerikanischer Politiker                                                       |       |       |
| 5. November  | Friedrich Friese I                       | deutscher Orgelbauer                                                              |       |       |
| 6. November  | Johann Rudolf Meyer                      | Schriftsteller und Professor                                                      | 42    |       |
| 7. November  | Charlotte von Einem                      | deutsche Autorin und Muse des Göttinger Hainbundes                                | 77    |       |
| 8. November  | Johann Friedrich Aufschlager             | Pädagoge und Regionalhistoriker des Elsass                                        | 66    |       |
| 8. November  | Anton Diedrich Gütschow                  | deutscher Politiker und Bürgermeister von Lübeck                                  | 67    |       |
| 8. November  | Maximilian Stadler                       | österreichischer Komponist, Musikhistoriker und Pianist                           | 85    |       |
| 8. November  | Georg Ludwig Alexander von Wahlen-Jürgaß | preußischer Generalleutnant                                                       | 75    |       |
| 12. November | Johann Gottlob Worbs                     | deutscher evangelischer Theologe und Historiker                                   | 73    |       |
| 13. November | Joseph Thürmer                           | deutscher Architekt                                                               | 44    |       |
| 14. November | Bernhard Moßdorf                         | Verfasser des ersten Entwurfs einer repräsentativen Verfassung für Sachsen        | 31    |       |
| 15. November | Jean Baptiste de Ternant                 | französischer Militär und Diplomat                                                | 81    |       |
| 16. November | René Desfontaines                        | französischer Botaniker                                                           | 83    |       |
| 17. November | William D. Martin                        | US-amerikanischer Politiker                                                       | 44    |       |
| 22. November | Carl Wilhelm von Oppel                   | sächsischer Beamter und Mitglied des Landtages                                    | 66    |       |
| 22. November | Anton Matthias Sprickmann                | deutscher Schriftsteller und Jurist                                               | 84    |       |
| 23. November | Jean-Baptiste Jourdan                    | französischer Marschall                                                           | 71    |       |
| 24. November | Elise Bürger                             | deutsche Schauspielerin und Dichterin, dritte Ehefrau von Gottfried August Bürger | 64    |       |
| 24. November | Samuel Earle                             | US-amerikanischer Politiker                                                       | 72    |       |
| 24. November | Johann Bernhard Siegel                   | badischer Jurist und Politiker                                                    | 82    |       |
| 25. November | Alexis Boyer                             | französischer Chirurg                                                             | 76    |       |
| 25. November | Nikolaus II. Esterházy de Galantha       | Fürst aus der Familie Esterházy                                                   | 67    |       |
| 25. November | Thomas D. Singleton                      | US-amerikanischer Politiker                                                       |       |       |
| 27. November | Jabbo Oltmanns                           | deutscher Mathematiker, Astronom und Professor der Angewandten Mathematik         | 50    |       |
| 27. November | Philip Reinagle                          | britischer Tier-, Landschafts- und Porträtmaler                                   |       |       |
| 28. November | Ernst Georg Joachim Fürsen               | Hardesvogt und dänischer Etatsrat                                                 | 78    |       |
| 28. November | Maximilian von Weyrother                 | Oberbereiter und Leiter der Spanischen Hofreitschule in Wien                      |       |       |
| 30. November | Gerhard Ludvig Lahde                     | deutsch-dänischer Kupferstecher                                                   | 68    |       |

## Dezember
| Tag          | Name                                             | Beruf, bekannt als                                                                        | Alter | Beleg |
| ------------ | ------------------------------------------------ | ----------------------------------------------------------------------------------------- | ----- | ----- |
| 2. Dezember  | Heinrich von Hinüber                             | hannoverischer Generalleutnant, Bevollmächtigter bei der Militärkommission des Bundestags |       |       |
| 7. Dezember  | Karl Ludwig Oels                                 | deutscher Schauspieler                                                                    | 62    |       |
| 9. Dezember  | Theodor Christian Friedrich Raydt                | deutscher Jurist                                                                          | 65    |       |
| 10. Dezember | Dieudonné-Pascal Pieltain                        | belgischer Violinist und Komponist                                                        | 79    |       |
| 16. Dezember | Johan F. L. Dreier                               | norwegischer Maler, Zeichner und Illustrator                                              | 58    |       |
| 16. Dezember | Friedrich August Kanne                           | österreichischer Komponist deutscher Herkunft                                             | 55    |       |
| 17. Dezember | Kaspar Hauser                                    | deutsches Findelkind                                                                      |       |       |
| 17. Dezember | Johann Karl Krafft                               | französischer Architekt, Kupferstecher und Autor österreichischer Herkunft                | 69    |       |
| 17. Dezember | Franz Jacob Heinrich Kreibich                    | böhmischer Dekan und Kartograph                                                           | 74    |       |
| 18. Dezember | Franz Leopold Ignatius von Beck zu Willmendingen | deutscher Geistlicher                                                                     | 81    |       |
| 18. Dezember | August Friedrich Wilhelm Franz von Zastrow       | preußischer Generalmajor                                                                  | 84    |       |
| 19. Dezember | Joseph II.                                       | Fürst von Schwarzenberg, deutsch-böhmischer Adeliger                                      | 64    |       |
| 19. Dezember | Charles de Pougens                               | französischer Autor, Romanist und Lexikograf                                              | 78    |       |
| 21. Dezember | Daniel Alexander Eichhorn                        | deutscher lutherischer Theologe                                                           | 75    |       |
| 21. Dezember | John Pratt Hungerford                            | US-amerikanischer Politiker                                                               | 72    |       |
| 23. Dezember | Franz Xaver Grass                                | österreichischer Mönch, Bibliothekar und Orientalist                                      | 75    |       |
| 24. Dezember | Georg Friedrich Carl Robert                      | deutscher Rechtswissenschaftler und Politiker                                             | 68    |       |
| 24. Dezember | Hieronymus Roedlich                              | preußischer Generalmajor, Inspekteur der Landwehr im Regierungsbezirk Düsseldorf          | 66    |       |
| 24. Dezember | Johann Georg Seutter von Lötzen                  | deutscher Förster und Forstwissenschaftler                                                | 64    |       |
| 27. Dezember | Josef Franz Hurdálek                             | Bischof von Leitmeritz                                                                    | 86    |       |
| 28. Dezember | Rudolf Dessoir                                   | deutscher Theaterschauspieler                                                             | 34    |       |
| 29. Dezember | Dominique Joseph Garat                           | französischer Politiker und Schriftsteller                                                | 84    |       |
| 29. Dezember | Christian Heinrich Theodor Schreger              | deutscher Arzt und Chemiker                                                               | 65    |       |
| 31. Dezember | Friedrich Ludwig Breuer                          | deutscher Diplomat, Dichter und Übersetzer                                                | 47    |       |
| 31. Dezember | Johann Heinrich Castendyk                        | deutscher Jurist, Bremerhavener Amtmann                                                   | 38    |       |
| 31. Dezember | Isaak Maus                                       | deutscher Schriftsteller und Bürgermeister von Badenheim                                  | 85    |       |

## Datum unbekannt
| Tag                  | Name                               | Beruf, bekannt als                                                            | Alter | Beleg |
| -------------------- | ---------------------------------- | ----------------------------------------------------------------------------- | ----- | ----- |
|                      | Martin Friedrich Philipp Bartsch   | Berliner Schulvorsteher                                                       |       |       |
|                      | Wilhelm Butte                      | deutscher Staatswissenschaftler, Statistiker und Pfarrer                      |       |       |
|                      | Prospero Cavalieri                 | italienischer Geistlicher, theologischer Schriftsteller, Bibliothekar und Abt |       |       |
| vor dem 21. November | Maria Rosa Coccia                  | italienische Komponistin                                                      |       |       |
|                      | Philipp Heinrich Haab              | deutscher Geistlicher, evangelischer Pfarrer                                  |       |       |
|                      | Thomas Curson Hansard              | britischer Drucker                                                            |       |       |
|                      | John Harrison                      | US-amerikanischer industrieller Chemiker                                      |       |       |
|                      | Friedrich Wilhelm Helwing          | lippischer Diplomat und Staatsminister                                        |       |       |
|                      | Friedrich Jügel                    | deutscher Kupferstecher, Grafiker und Illustrator                             |       |       |
|                      | Franz Gottfried von Maercken       | erste Landrat des Kreises Gladbach                                            |       |       |
|                      | Hans Friderich Oppenhagen          | dänischer Organist und Orgelbauer                                             | ≈69   |       |
|                      | Jean Louis Piette                  | französisch-deutscher Papierfabrikant                                         |       |       |
|                      | Carl Heinrich August von Schönfels | deutscher Supernummerar-Amtshauptmann des vogtländischen Kreises              |       |       |
|                      | Benjamin Tabart                    | englischer Buchhändler und Herausgeber                                        |       |       |
|                      | Vittorio Trento                    | italienischer Komponist                                                       |       |       |
|                      | Pjotr Teluschkin                   | russischer Bauer und Dachdecker                                               |       |       |
|                      | Ferdinand Thierry                  | deutscher Architekt und Baumeister des Klassizismus, badischer Baubeamter     |       |       |